# 硫黄島ロランC主局

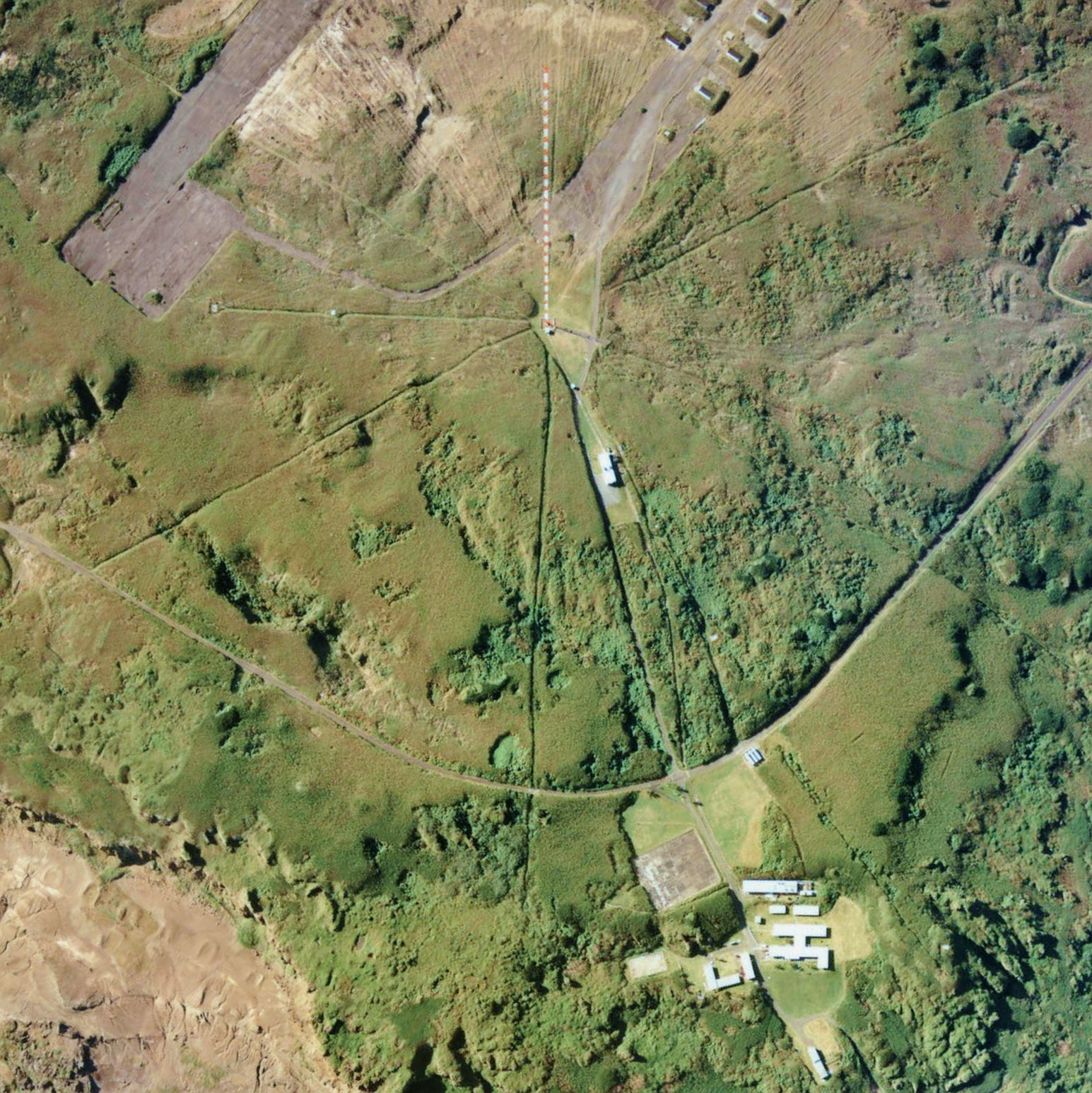
硫黄島ロランC主局
（1978年度撮影）。

硫黄島ロランC主局（いおうとうロランシーしゅきょく）は、小笠原諸島火山列島の硫黄島にあったロランC送信施設。1994年に廃局となった。
旧北西太平洋ロランCチェーン(Grid 9970)の主局としてアメリカ沿岸警備隊及び海上保安庁が設置し運用していた。411.5 mのアンテナから4メガワットの送信出力でロランパルス信号を発信していた。
1968年（昭和43年）6月26日に小笠原諸島が日本に返還された時から1975年（昭和50年）に対馬オメガ局送信用鉄塔が完成するまでの期間において、南鳥島ロランC局とともに日本一高い構造物であった。

## 沿革
- 1968年（昭和43年）6月26日 - 条約に基づきアメリカ合衆国軍隊のロラン局の用に供する[1]。
- 1993年（平成5年）10月1日 - アメリカ沿岸警備隊から日本の海上保安庁に硫黄島ロランC局として引き継がれる[2]。
- 1994年（平成6年）10月1日 - 運用を停止し[3]、アンテナ等の施設は撤収された。
この後、北西太平洋ロランCチェーンの主局としての役割は、新島ロランC局に引き継がれた。